# Rivière Sableuse
La rivière Sableuse est un cours d'eau douce de la région administrative du Bas-Saint-Laurent, dans l'est du Québec, au Canada. Cette rivière coule dans les municipalités régionales de comté (MRC) de :
- La Matapédia : municipalité de Saint-Vianney et le territoire non organisé de Lac-Matapédia ;
- La Matanie : municipalité de Sainte-Paule.

Cette rivière de la vallée de la Matapédia, prend sa source dans les étangs de la Sableuse au nord-ouest du centre du village de Saint-Vianney ; en descendant vers le sud-ouest, elle traverse les territoires de Sainte-Paule et de Lac-Matapédia (à la limite est du territoire de Sayabec).
La rivière Sableuse se jette dans la baie de la Rivière-Sableuse, située sur la rive nord du lac Matapédia lequel se déverse du côté est dans la rivière Matapédia. Cette dernière coule vers le sud-est dans la vallée de la Matapédia, jusqu'à la rivière Ristigouche laquelle coule vers l'est jusqu'à la rive ouest de la baie des Chaleurs. Cette dernière s'ouvre vers l'est sur le golfe du Saint-Laurent.

## Toponymie
La rivière Sableuse porte son nom depuis au moins 1972. Auparavant, elle était désignée "Matane River". La baie de la Rivière-Sableuse porte ce nom depuis 2003. Auparavant, elle était désignée « Baie de la rivière Matane ».

## Géographie
La rivière Sableuse prend sa source dans les étangs de la Sableuse qui sont situés dans la municipalité de Saint-Vianney, à 2,6 km au nord-ouest du village. Cette source est située à :
- 8,8 km à l'ouest de la limite ouest de la réserve faunique de Matane ;
- 24,8 km au sud-est du littoral sud du golfe du Saint-Laurent ;
- 14,9 km de la confluence de la rivière Sableuse.

Cette source débute du côté ouest du Chemin des Lacs Towagodi.
À partir de sa source, la rivière Sableuse coule souvent sur 23,5 km formant de nombreux petits serpentins, selon les segments suivants :
- 2,8 km vers l'ouest, jusqu'à la décharge (venant du nord-ouest) d'un petit lac ;
- 1,5 km vers le sud-ouest, jusqu'au pont routier du chemin du 4e rang ;
- 1,9 km vers le sud-ouest, jusqu'à la décharge (venant du nord-ouest) de deux petits lacs ;
- 5,6 km vers le sud-ouest, jusqu'à la confluence de la rivière Inconnue (rivière Sableuse) (venant de l'est) ;
- 2,8 km vers le sud-ouest, jusqu'à la décharge (venant du nord-ouest) des Lac du Portage, Lac Chaud et Lac Towago ;
- 6,7 km vers le sud, jusqu'au ruisseau Croche (venant du nord-est) ;
- 2,2 km vers le sud-ouest, en coupant la route Soucy, jusqu'à la confluence de la rivière[4].

Sa confluence sur le lac Matapédia est située dans la seigneurie du Lac-Matapédia dans le territoire non organisé du Lac-Matapédia, près de Sayabec. L'endroit où elle se jette dans le lac Matapédia est appelé la baie de la Rivière-Sableuse et est situé directement derrière l'île Matane. Cette confluence est située à 2,2 km de l'embouchure du Lac Matapédia.